# Semántica de marcos
La semántica de marcos es una perspectiva teórica, desarrollada principalmente por Charles J. Fillmore, incluida dentro de la lingüística cognitiva. 

## Generalidades
Según su principal desarrollador, Charles J. Fillmore, la semántica de marcos es un programa de investigación en semántica empírica, cuyos resultados de investigación están dentro de un marco descriptivo. La tradición teórica en que se incluye este acercamiento busca responder qué categorías de la experiencia codifican los miembros de una comunidad de habla. 
Un marco es cualquier sistema de conceptos relacionados de forma que para entender uno de ellos, debe entenderse la estructura completa en que éste se inserta. Cuando un elemento (en una estructura) se actualiza en un texto o conversación, todos los elementos contenidos en el mismo marco se vuelven automáticamente accesibles.
De acuerdo con Fillmore, un marco es un sistema de categorías estructuradas a partir de un contexto que las motiva. El contexto motivador está en el cuerpo de conocimientos, prácticas e instituciones sociales donde los hablantes encuentran factible la creación de una categoría particular. Dos ejemplos que proporciona el autor están en las categorías de fin de semana y vegetariano: la categoría  fin de semana sólo encuentra sentido en una calendarización de siete días, algunos destinados a la vida pública y otros a la vida íntima de cada individuo.
Por su parte, la categoría vegetariano sólo es relevante si el contexto motivador incluye el consumo de carne como algo prototípico y la existencia de propósitos específicos para una alimentación basada en vegetales. El marco o fondo en el que se entiende el significado de una palabra es una porción de la cultura que rodea a los hablantes, y se comprende mejor considerando una categorización por prototipos.
Según Fillmore, los marcos pueden ser evocados por el texto o invocados por el intérprete; por ejemplo, al leer Los Cubs ganaron la serie mundial, el texto evoca una historia, un juego, un punto de vista, etc. Los marcos invocados por el intérprete son externos, pueden venir del conocimiento que existe en el intérprete independientemente del texto. 
La semántica de marcos puede dar algunas explicaciones empíricas a distintos fenómenos; por ejemplo, de acuerdo con Fillmore, la polisemia sería resultado de la existencia de marcos alternativos para una misma palabra, como palabras que tienen un uso cotidiano y uno técnico. Otros ejemplos del mismo autor están en la posibilidad de marcos distintos para una misma situación, alguien que no desee gastar dinero podría enmarcarse en la escala de ahorrativo-derrochador o en la escala avaro-generoso.